# Henri Gagnon
Henri Gagnon   (Louiseville, 6 de març de 1887 - 17 de maig de 1961) Va ser un compositor, organista i educador musical quebequès.
Va passar 51 anys tocant l'orgue a la basílica-catedral de Notre-Dame de la ciutat de Quebec on, segons l'historiador musical François Brassard, va obtenir un prestigi similar al dels famosos organistes d'Europa. Va ser un professor molt admirat i va ensenyar en diverses institucions, succeint sobretot Wilfrid Pelletier com a segon director del "Conservatoire de musique du Quebec" à Québec. Com a compositor, va produir principalment obres per a orgue solista i piano; tot i que també va escriure algunes obres corals i peces vocals. Una de les seves obres més populars va ser Rondel de Thibaut de Champagne, que Edward Johnson i Rodolphe Plamondon interpretaven sovint en els seus recitals. Dues de les seves obres, Mazurka (1907) i Deux Antiennes, van ser gravades per l'Orquestra CBC de Montreal.

## Vida i primers estudis
Nascut a la ciutat de Quebec, Gagnon era d'una important família de músics al Canadà. Tant el seu pare, Gustave Gagnon, com el seu oncle, Ernest Gagnon, foren destacats organistes i compositors a la ciutat de Quebec. Va començar a estudiar solfeig i piano amb el seu pare als vuit anys i va romandre el seu professor principal fins als tretze anys. Del 1900-1903 fou deixeble de William Reed (orgue) i de Joseph Vézina (solfeig i harmonia). Va començar a actuar públicament com a nen i va tenir el seu primer èxit important a l'Exposició Pan-americana el 1901. El Buffalo Courier-Express el va anomenar "un veritable prodigi" en la revisió del seu concert.
El 1903, Gagnon es va traslladar a Mont-real per continuar la seva formació musical. Va romandre allà fins al 1907, estudiant amb professors com Guillaume Couture (harmonia i contrapunt), el pare Charles-Hugues Lefebvre (música de l'església), Arthur Letondal (piano), Romain-Octave Pelletier I (orgue) i Romain Pelletier (orgue). Del 1903-1906 va ser organista de la capella al "Col·legi Gesù" i després va exercir la seva funció al "Loyola College" el 1906-1907. El 1906 va obtenir un certificat del "Dominion College of Music".

## Estudis a França
El 1907, Gagnon va deixar Canadà cap a París, on va passar els tres anys i mig següents. A França, va estudiar amb Amédée Gastoué (Eugenio), Eugène Gigout (orgue, claror, improvisació i harmonia), Isidor Philipp (piano) i Charles-Marie Widor (orgue). El 1908 i el 1909 va ser solista als Concerts Touche, i també va participar a Gigout ocasionalment com a organista a l'església de Sant Agustí de Paris. Després va tornar a París els estius de 1911, 1912, 1914 i 1924 per continuar els estudis amb Widor i amb Joseph Bonnet.

## Carrera professional al Canadà
El 1910, Gagnon va tornar a la seva ciutat natal per assumir el càrrec d'assistent d'organista a la basílica-catedral de Notre-Dame de la ciutat de Quebec. Va ser ascendit a organista a l'església el 1915, càrrec que va ocupar fins a la seva mort a la ciutat de Quebec el 1961. Mestre molt buscat, va ensenyar a l'"École normale Laval" i al "Petit Séminaire" de Québec entre 1917-1933. El 1923 va ingressar a la facultat de la Universitat Laval, on va exercir la docència durant aproximadament dues dècades. També va ser director de l'"Académie de musique du Quebec" entre 1929 i 1932 i segon director del "Conservatoire de musique du Quebec" à Québec entre 1946-1961. Entre els seus notables estudiants figuraven Jean-Marie Beaudet, Françoys Bernier, Maurice Bernier, Marius Cayouette, el Pare Léon Destroismaisons, Lucille Dompierre, Alice Duchesnay, Claude Lagacé i Léo-Pol Morin.

## Llegat
El 1958, el "National Film Board" del Canadà va fer un documental de 30 minuts, Henri Gagnon, organista, perfilant la seva vida i carrera. El 1974 es va fer la gravació "Hommage à Henri Gagnon" que va incloure obres compostes per Gagnon i obres amb les quals era conegut per tocar. Entre els organitzadors de la gravació figuraven Antoine Bouchard, Sylvain Doyon, Claude Lagacé i Antoine Reboulot. Reboulot interpreta sobretot el seu propi treball, Variations sur le nom d'Henri Gagnon, a la gravació. L'any 1987 l'editorial "Les Éditions Jacques Ostiguy Inc" va commemorar el seu centè aniversari publicant una col·lecció de set obres d'orgue dedicades a Gagnon per sis compositors diferents titulats Le Tombeau de Henri Gagnon.